# Анастасия Блу
Анастасия Блу (англ. Anastasia Blue, настоящее имя Elena R. Martushev, 11 июня 1980, Анкоридж — 19 июля 2008, Бремертон, Вашингтон) — американская порноактриса, лауреатка премии AVN Awards.

## Биография
Родилась 11 июня 1980 года в Анкоридже, Аляска. Имеет американские и русские корни. О ранних годах известно мало. В порноиндустрии дебютировала в 1999 году, в возрасте 19 лет.
Преимущественно снималась у Vivid, а также в таких студиях, как Sin City, Elegant Angel, Digital Playground, Legend, Diabolic, Hustler и других.
В 2000 году была номинирована на AVN Awards в категории «лучшая новая старлетка», а также победила в номинации «лучшая сцена анального секса (видео)» вместе с Лексингтоном Стилом за роль в Whack Attack 6.
Ушла из индустрии в 2006 году, снявшись в общей сложности более чем в 140 фильмах.
19 июля 2008 года была найдена мертвой у себя дома в городе Бремертон, штат Вашингтон. Вскрытие показало, что причиной смерти стала передозировка парацетамола.

## Награды и номинации
| Год  | Церемония  | Результат | Номинация                    | Работа         |
| ---- | ---------- | --------- | ---------------------------- | -------------- |
| 2000 | AVN Awards | Номинация | Лучшая новая старлетка       | н/д            |
| 2000 | AVN Awards | Победа    | Лучшая сцена анального секса | Whack Attack 6 |

## Избранная фильмография
- Barely Legal 1[11],
- Toxxxic Cum Loads 3[12],
- Bedroom Eyes[13],
- Cock Locked[14],
- Deflowered & Devoured[15],
- Maximum Head[16],
- Replica[17],
- Sodom Insane[18],
- Unshaved Melody[19].